# Joseph Jules Dejerine
Joseph Jules Dejerine (gesprochen Déjerine), auch Jules Joseph Déjérine (* 3. August 1849 in Genf; † 26. Februar 1917 in Paris), war ein französischer Neurologe.

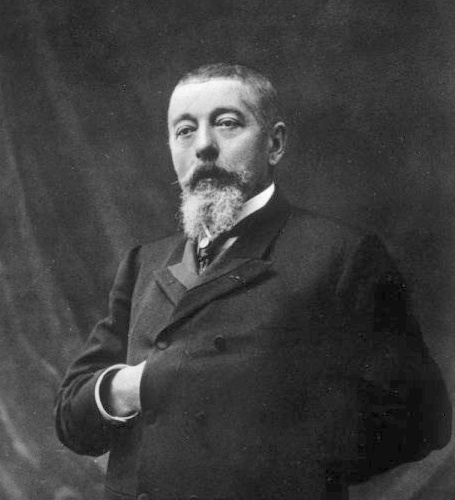
Jules Dejerine (undatiert)

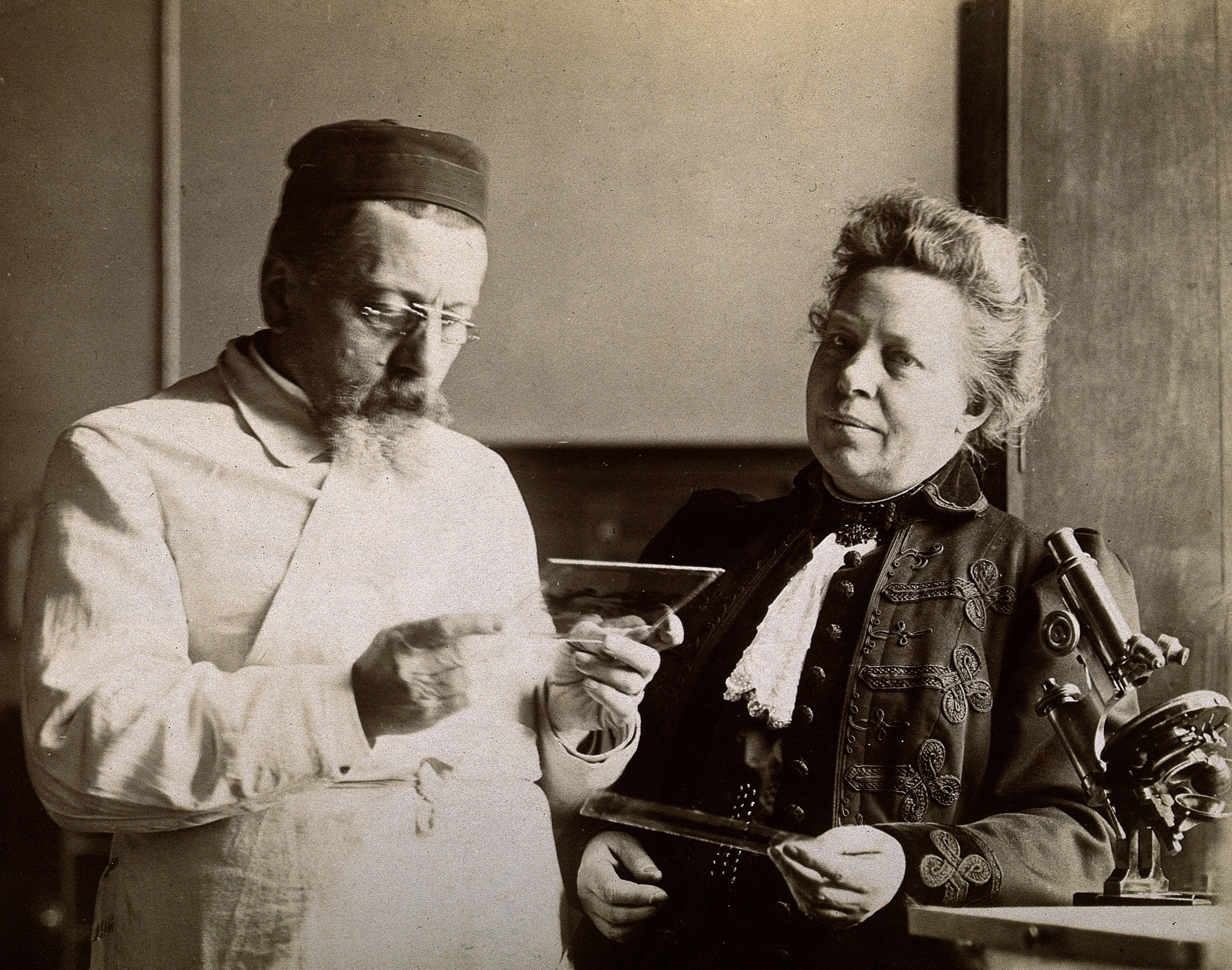
Jules Dejerine und Augusta Dejerine-Klumpke

## Leben
Dejerine wurde am 3. August 1849 in Plainpalais in der Nähe von Genf geboren. Von 1868 bis 1870 besuchte Dejerine die Académie in Genf, wo er das Abitur bestand. Im Frühjahr 1871 fing er mit dem Studium der Medizin in Paris an. Am 1. Januar 1875 begann er sein Internat, er bestand seine Doktorexamina und begann im Laboratorium für vergleichende Pathologie von Alfred Vulpian zu arbeiten. Seine Doktorarbeit (1879) hatte den Titel „Untersuchungen über Störungen des Nervensystems bei der akuten aufsteigende Lähmung“.
Im Juli 1879 wurde er zum Chef de Clinique (Stationsarzt) im St. Louis Hospital ernannt. In dieser Klinik machte Dejerine 1880 die Bekanntschaft einer jungen Amerikanerin, Augusta Klumpke, die er 1888 heiratete und die seine enge Mitarbeiterin wurde. Von 1887 bis 1894 leitete Dejerine die neurologische Klinik in Hôpital Bicêtre. Ab 1894 leitete er die Klinik des Pavillon Jacquart am Hôpital Salpêtrière.
Von 1900 bis 1911 war er zugleich Professor für Geschichte der Medizin, dann für die Pathologie Interne, setzte aber seine Vorlesungen an der Salpêtrière fort und, 1911, wurde zum Professor der „Klinik für die Krankheiten des Nervensystems“ ernannt. 1916 machte Dejerine erstmals eine Urämiekrise durch. Er starb am 26. Februar 1917 in Paris und fand seine letzte Ruhestätte auf dem Friedhof Père-Lachaise (Division 28).

## Werk
Dejerine hat einen grundlegenden Beitrag zur Erforschung der Aphasie geliefert. Der Begriff der „reinen motorischen Aphasie“ geht auf ihn zurück.
Lange hat sich Dejerine mit dem Studium der Stereoagnosie beschäftigt. Er hat gezeigt, dass dieses Syndrom in Verbindung mit Störungen der Oberflächen- und Tiefensensibilität besteht.
Die Arbeiten von Dejerine über die Pathologien des Rückenmarks und der striären Muskeln umfassen über 100 Veröffentlichungen. So sind nach ihm das Dejerine-Spiller-Syndrom und das Dejerine-Thomas-Syndrom benannt. Nach ihm und Jules Sottas ist außerdem die Dejerine-Sottas-Krankheit benannt worden. Zudem wird die fazioskapulohumerale Muskeldystrophie aufgrund der detaillierten Krankheitsbeschreibung nach Dejerine und dem Mitautor Louis Théophile Joseph Landouzy auch als Muskeldystrophie Landouzy-Dejerine genannt.

## Veröffentlichungen (Auswahl)
- Note sur l'état de la moelle épinière dans un cas de pied bot équin. Archives de Physiologie, 1875
- Recherches sur les lésions du système nerveux dans la paralysie ascendante aiguë. Paris, 1879. (Digitalisat im Internet Archive)
- L’héredité dans les maladies du système nerveux. Paris, 1886. (Digitalisat im Internet Archive)
- mit Augusta Marie Dejerine-Klumpke: Anatomie des centres nerveux. 2 Bände. Rueff & Cie., Paris 1895–1901. (Digitalisat Band 1, Digitalisat Band 2 im Internet Archive)
- mit André Thomas: Traité des maladies de la moëlle épinière. Paris, 1902. (Digitalisat im Internet Archive)
- Perte du sens stéréognostique à topographie radiculaire. Revue Neurologique, 1904.
- Claudication intermittente de la moelle épinière. Revue Neurologique, 1906.
- Sémiologie des affections du système nerveux. Ed. Masson, Paris 1914. (Digitalisat im Internet Archive)